# Phrynarachne ceylonica
Phrynarachne ceylonica — вид пауков-бокоходов из рода Phrynarachne семейства Thomisidae. Распространён в Азии: в Китае, Японии, на островах Шри-Ланка и Тайвань. Phrynarachne ceylonica известен тем, что он выделяет неприятный запах, который может помочь ему привлечь добычу и отпугнуть хищников. Впервые вид был описан в 1884 году английским зоологом Пикардом-Кембриджем Октавиусом.

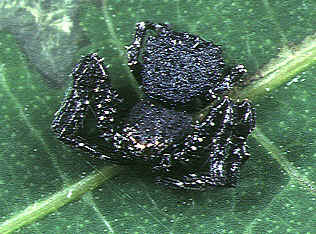
Самец
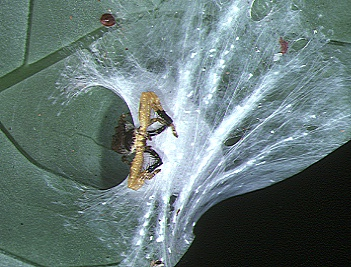
Самка